# کووید صفر
کووید صفر یک سیاست بهداشت عمومی است که توسط برخی کشورها در طول دنیاگیری کووید-۱۹ اجرا شده‌است. برخلاف استراتژی زندگی با کووید ۱۹، کووید صفر یک استراتژی کنترل و سرکوب حداکثری است. این سیاست شامل استفاده از اقدامات بهداشت عمومی مانند رهگیری تماس، آزمایش انبوه، قرنطینه مرزی و شهربندان به‌منظور جلوگیری از انتقال کووید ۱۹ به‌محض تشخیص است. هدف از این استراتژی، بازگرداندن منطقه به قبل از آلودگی و از سرگیری فعالیت‌های عادی اقتصادی و اجتماعی است.